# John Green (forfatter)
John Michael Green (født 24. august 1977 i Indianapolis i USA) er en amerikansk forfatter og videoblogger. 

## Opvækst og tidlig karriere
Green gik på Indian Springs School, en kostskole udenfor Birmingham, Alabama. Senere tog han en dobbelt grad i engelsk og religion ved Kenyon College. Kort tid efter college, begyndte han at arbejde som boganmelder hos Booklist Magazine, hvor han fik hjælp og støtte til at begynde at skrive bøger. Hans første bog; Looking for Alaska, er inspireret af hans tid på Indian Springs School.

## Karriere

### Videoblogging "Vlogging"
Sammen med sin bror Hank startede han projektet "Brotherhood 2.0" hvor de bestemte sig for at droppe tekstbaseret kommunikation gennem hele 2007. I stedet skiftedes de til hver dag til at lave en videoblog, som blev lagt ud på YouTube og på deres webstedn. Videobloggen deres blev en massiv succes på Youtube, og slog for alvor igennem da Johns bror Hank, i forbindelse med den kommende udgivelsen af Harry Potter og Dødsregalierne, lagde en sang ud, som han havde skrevet kaldet "Accio Deathly Hallows". Denne sang blev "featured", altså promoveret på Youtubes forside og fik på kort tid mange hundrede tusinde hits, hvilket førte til en stor øgning i såkaldte abonnenter.
Efter successen med Brotherhood 2.0 valgte brødrene at fortsætte med deres videoblog, men de lægger ikke længere videoer ud hver dag. Deres vlog drives nu med et format, hvor der kommer nye videoer tirsdag og fredag hver uge.

### Forfatterkarriere
John Green har udgivet en række bøger, hvoraf de fire er som eneste forfatter, og de to sidste er sammen med andre forfattere. Hans første bog, Looking for Alaska blev en succes og modtog bl.a. Michael L. Printz Award for ungdomslitteratur. Looking  for Alaska og Paper Towns er begge opvækstromaner og bærer tydelig præg af inspiration fra Catcher in the Rye af J.D. Salinger. Både Looking for Alaska og Paper Towns bærer selvbiografiske træk.[kilde mangler]

#### Looking for Alaska
Looking for Alaska (dansk titel: Gåden om Alaska) udkom i 2005 og er John Greens første roman. Bogen er struktureret med et "før" og "efter"-format, hvor den første halvdel af bogen foregår før en vigtig hændelse, og den sidste halvdel foregår efter denne hændelse. Bogen er tidvis selvbiografisk inspireret, og bærer præg af forfatterens interesse for centrale religiøse spørgsmål.
Bogen begynder med, at hovedpersonen Miles Halter skal rejse hjemmefra for at begynde på en kostskole i Alabama. Forældrene arrangerer en afskedsfest for ham, og de bliver skuffede, da kun to personer dukker op, til trods for at dette ikke ser ud til at påvirke Miles. Han bruger François Rabelais sidste ord for at forklare, hvorfor han tager hjemmefra; "I go to seek the Great Perhaps". Dette citat bliver det filosofiske fokuspunktet for romanen.

#### An Abundance of Katherines
An Abundance of Katherines er John Greens anden roman som blev udgivet i 2006. Green har fået hjælp af sin gode ven Daniel Biss til at skrive de komplekse ligninger som findes i bogen.
Ungdomsromanen handler om Colin Singleton, en sytten år gammel, anagram-elskende dreng som har været sammen med, og så vidt han husker, blevet dumpet af 19 piger ved navn Katherine. I kølvandet af "K-19hændelserne", tager Colin sin tykke, Jugde Judy-elskende ven, Hassan, med sig ud på tur for at finde glæden igen. Han ønsker at vinde Katherine 19. tilbage, og laver en ligning som kan spå gangen i alle parforhold.

#### Paper Towns
Paper Towns er Greens tredje bog. Den blev udgivet i 2008, og nåede femtepladsen på New York Times bestsælgerliste for børne- og ungdomsbøger. 
Historien finder sted i Orlando i Florida. Bogen handler i lighed med de fleste andre af Greens bøger, om en ung fyr. Denne gangen en fyr ved navn Quentin "Q" Jacobsen. Han har siden barndommen været forelsket i nabopigen Margo Roth Spiegelman. Margo er en pige som længe har følt sig som en "paper girl" i en "paper town", og efter et sidste eventyr med Q, stikker hun af fra sine venner, og sin familie. Resten af bogen handler om Quentins forsøg på at finde Margo.

#### Will Grayson, Will Grayson
Denne bog var et samarbejdsprojekt mellem John Green og David Levithan. Den handler om to drenge som begge hedder Will Grayson, der tilfældigt mødes midten af bogen. Dette møde vil på mærkelig vis forandre deres liv. John Green skrev fra den ene karakterens perspektiv i kapitlerne med ulige numre, mens David Levithan skrev kapitlerne med lige tal.

#### The Fault in Our Stars
I juli 2011 offentliggjorde han titlen på sin nyeste bog The Fault in Our Stars og fortalte at titlen er hentet fra et citat fra Shakespeares Julius Cæsar; "The fault, dear Brutus, is not our stars, but in ourselves, that we are underlings." Han udtalte samtidig at alle forhåndsbestillinger ville blive signeret af ham. Senere sagde han at hele det første oplaget ville blive signert. Det første oplag blev på hele 150.000 bøger, noget som var - og er - John Greens absolut største førsteoplag. Han startede signeringen af bøgerne, og han sendte ofte direktesendinger på Youtube mens han signerede bøger i sine videoblogs. Dette førte til massiv opmærksomhed om hans kommende bog. Forlaget Penguin Books flyttede udgivelsedatoen fra maj 2012 til den 10. januar 2012. 1. februar 2012 købte 20th Century Fox filmrettighederne til The Fault in Our Stars. Filmen havde premiere d. 6. juni 2014.
"The Fault in Our Stars" Handler om Hazel Grace Lancaster, en 16-årig pige med kræft i skjoldbruskkirtlen, der har spredt sig til hendes lunger. Hun deltager i  en kræftpatientsstøttegruppe på hendes mors foranledning. Under et støttemøde, møder hun en 17-årig dreng ved navn Augustus Waters, som vil ændre hendes liv.

## Privatliv
John Green bor i Indianapolis, Indiana med sin kone Sarah Urist Green, der er kendt som "Yeti", da hun ikke optræder på kamera, sin søn Henry Atticus Green og datter Alice Green.